# James O. Richardson

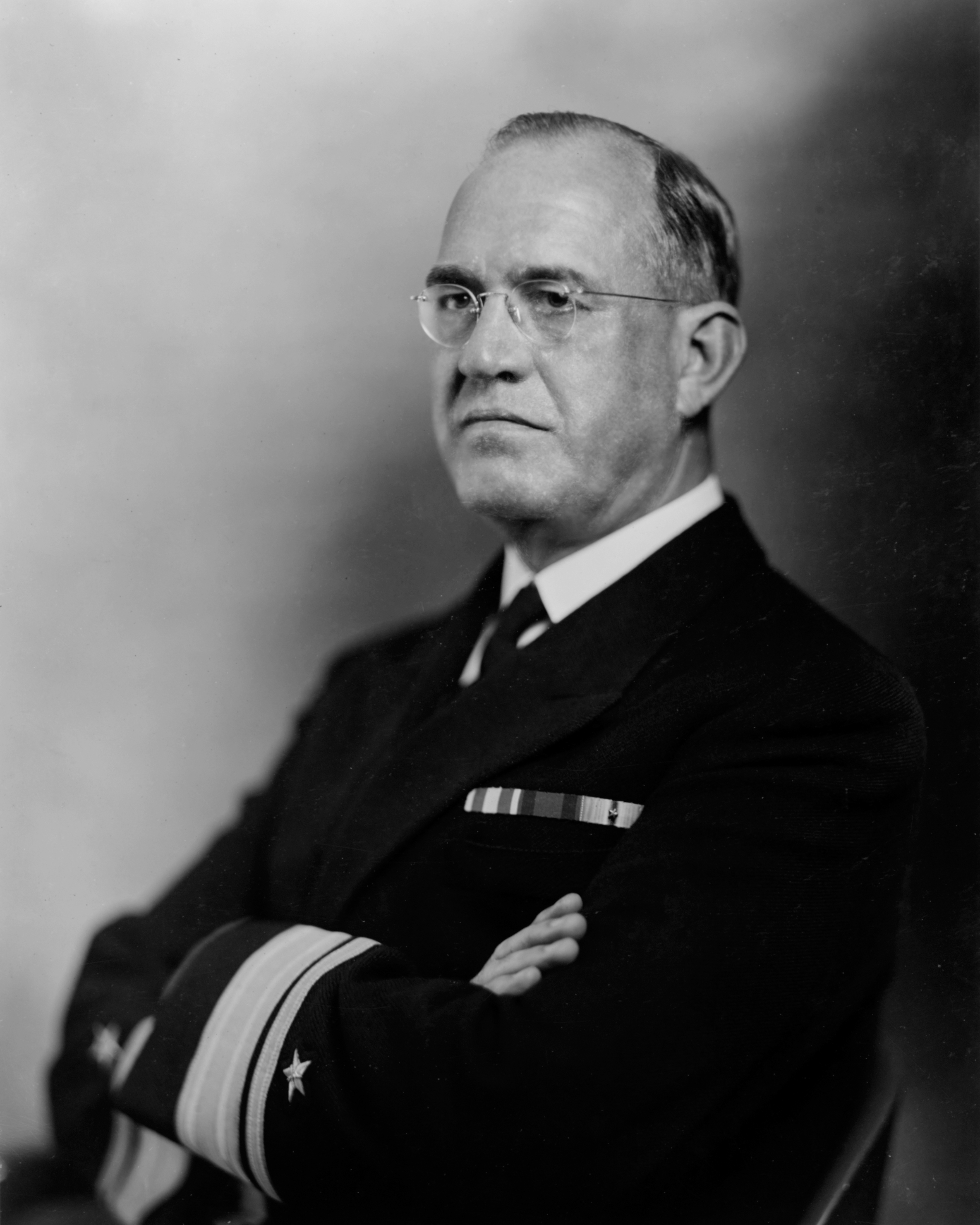
James O. Richardson (1938)

James Otto Richardson (* 28. September 1878 in Paris, Texas; † 2. Mai 1974 in Washington, D.C.) war ein US-amerikanischer Admiral der US Navy zur Zeit des Zweiten Weltkriegs.

## Leben
Richardson wurde 1878 in der texanischen Kleinstadt Paris geboren und trat 1898 in die US-Marineakademie ein, welche er 1902 als fünftbester der 85 Jahrgangsteilnehmer abschloss. Danach diente er während des Philippinisch-Amerikanischen Krieges im US-Asiengeschwader, bevor er 1905 in den Atlantik versetzt wurde. Dort kommandierte er zwischen 1907 und 1909 die Torpedoboote USS Tingey und USS Stockton und schließlich die 3. Torpedobootsdivision. Nach einem weiteren zweijährigen Studium auf der Ingenieursschule der Marine von 1909 bis 1911 kam er erst als Ingenieur auf das Schlachtschiff USS Delaware und dann zum Stab der Reserveflotte Atlantik. 1914 wurde er zum Lieutenant Commander befördert und zur Ingenieursabteilung des Marineministeriums abkommandiert, wo er in der Organisation und Sicherstellung der Treibstoffversorgung der US-Navy arbeitete.
1917 wurde Richardson auf das Schlachtschiff Nevada versetzt, auf dem er bis 1919 als Erster Offizier und Navigator diente. Nach einem weiteren Lehrgang an der Akademie wurde er 1922 Kommandant des Kanonenbootes Asheville. Mit der Asheville patrouillierte er als Befehlshaber der Yangtze Patrol Force im Südchinesischen Meer. Nach seiner Beförderung in den Rang eines Captain war er von 1924 bis 1927 im Bureau of Ordnance in leitender Funktion tätig. Nach einer weiteren Dienstzeit auf See als Kommandant einer Zerstörerdivision kam er zum Bureau of Navigation.
Im Januar 1931 wurde er der erste Kommandant des neu in Dienst gestellten Schweren Kreuzers Augusta und kommandierte das Schiff mehr als zwei Jahre lang, bis er 1933 zu einem weiteren Lehrgang an der Akademie abkommandiert wurde. Nach Abschluss des Lehrgangs wurde Richardson Budgetoffizier im Marineministerium und erhielt in dieser Position auch seine Beförderung zum Konteradmiral. Nach seiner Beförderung kommandierte er eine Kreuzerdivision der Scouting Force, war Stabschef des Kommandeurs der United States Fleet sowie Befehlshaber der Zerstörer der Scouting Force. Im Juni 1937 wurde er Assistent des Chief of Naval Operations, gefolgt von seiner Ernennung zum Chef des Bureau of Navigation ein Jahr später.

## Befehlshaber der Pazifikflotte
Im Juni 1939 wurde Richardson Kommandeur der Battle Force. Da die Gesetze in Friedenszeiten in der US-Marine keinen höheren Rang als Konteradmiral erlaubten, die daraus resultierende Hierarchie der Kommandostruktur jedoch zu flach für die Größe der Flotte war, erhielt er für sein Kommando den benötigten Rang eines vollen Admirals nur als Brevet-Rang. Durch die Reorganisation der US-Navy im Januar 1940 wurde aus der Battle Force die Pazifikflotte, deren Befehlshaber Richardson nun war. Wie üblich verlegte die Pazifikflotte 1940 zur Durchführung ihrer jährlichen Manöver von ihrer Heimatbasis in Kalifornien nach Hawaii. Nach Abschluss der Manöver erhielt Richardson die Anweisung nicht wie üblich an die Westküste zurückzukehren, sondern die Flotte im Stützpunkt Pearl Harbor zu belassen.
Hintergrund der Verlegung der Flotte waren die sich nach Beginn des Zweiten Weltkriegs verschlechternden Beziehungen zwischen Japan einerseits und den Vereinigten Staaten sowie Großbritannien andererseits. Japan hatte die Niederlage Frankreichs 1940 ausgenutzt und Truppen in Französisch-Indochina stationiert. Gleichzeitig war Großbritannien gezwungen, seine Truppen in Südostasien größtenteils nach Europa zu verlegen. Im September 1940 schloss Japan mit Deutschland und Italien den Dreimächtepakt. Es wurde befürchtet, dass Japan versuchen könnte, die Schwäche Großbritanniens auszunutzen, um die britischen Kolonien in Südostasien zu erobern. Die den Alliierten nahestehenden USA reagierten darauf mit Sanktionen gegen Japan sowie mit der Verlegung der Pazifikflotte nach Hawaii. Damit sollte das durch den Abzug der britischen Streitkräfte entstandene Vakuum zumindest teilweise ausgeglichen werden. Vor allem aber wollte Präsident Franklin D. Roosevelt damit ein eindeutiges Signal an Japan schicken, dass die Vereinigten Staaten einer weiteren japanische Expansion nicht tatenlos zusehen würden.
Gegen diese Verlegung opponierte Richardson heftigst. Er hielt die Verlegung für unsinnig, da die Pazifikflotte gemäß den Planungen für einen Krieg gegen Japan erst das Eintreffen der Atlantikflotte abwarten sollte, bevor sie nach Westen vorstieß. Zudem waren die Schiffe nicht voll einsatzbereit, da sie in Friedenszeiten nicht mit der vollen Kampfbesatzung operierten und die für einen Kriegseinsatz notwendigen zusätzlichen Mannschaften erst von der Westküste herankommen mussten. Ob die Schiffe daher in San Diego oder Pearl Harbor warteten, war seiner Meinung nach kein großer Unterschied. Logistisch war die Flotte jedoch in Pearl Harbor schwieriger zu versorgen, da der Nachschub erst per Schiff nach Hawaii gebracht werden musste. In ihrer Heimatbasis in San Diego konnte die Flotte hingegen einfach über die Eisenbahn versorgt werden. Das Gleiche galt für Truppenurlaube. Von San Diego aus konnten die Soldaten während ihres Urlaubs ihre Familien besuchen, die Überseestationierung in Pearl Harbor machte dies jedoch unmöglich, da Hin- und Rückreise in die USA innerhalb eines Urlaubs zeitlich nicht zu schaffen waren. Zudem machte er sich Sorgen über die Verteidigung des Stützpunktes, es waren seiner Meinung nach nicht genügend Kräfte vorhanden, um den Stützpunkt gegen einen japanischen Angriff zu verteidigen.
Am 8. Oktober brachte Richardson seine Bedenken im Weißen Haus dem Präsidenten persönlich vor und bat um die Rückverlegung der Flotte an die Westküste. Die Flotte sei in ihrem augenblicklichen Zustand nicht einsatzbereit und könne so kaum Druck auf Japan ausüben. Der Präsident zeigte zwar Verständnis für Richardsons Sorgen betreffend der Logistik und der Verteidigung von Hawaii, lehnte jedoch eine Rückverlegung der Flotte ab. Seiner Meinung nach hatte die Präsenz der Pazifikflotte in Hawaii sehr wohl Einfluss auf die Entscheidungen der japanischen Regierung und eine Rückverlegung würde ein falsches Signal senden und Japan in seinen Expansionsbestrebungen eher ermutigen.
Im Februar 1941 wurde Richardson auch wegen seiner fortgesetzten Proteste schließlich als Kommandeur der Pazifikflotte abgelöst und durch Admiral Husband E. Kimmel ersetzt.
Vertreter der Verschwörungstheorien zum Angriff auf Pearl Harbor zitieren Richardsons Proteste oft als Indiz dafür, dass die US-Regierung von der Gefährdung des Stützpunktes wusste und die Pazifikflotte absichtlich militärisch sinnlos mit unzureichenden Mitteln zur Verteidigung in Hawaii stationierte, um den japanischen Angriff auf Pearl Harbor zu provozieren. Dabei wird jedoch außer Acht gelassen, dass Richardsons Hauptkritikpunkt betreffend die Versorgung nichts mit der Möglichkeit eines Angriffs zu tun hatte. Auch den von ihm und anderen Kommandeuren geäußerten Bedenken betreffend der unzureichenden Verteidigung des Stützpunktes war bis zum Dezember 1941 durch Verlegung zusätzlicher Jäger und neuer Radaranlagen Rechnung getragen worden. Hauptsächliche Ursache der verheerenden Niederlage war nicht das Fehlen ausreichender Kräfte, sondern nach ersten Vermutungen deren mangelhafte Verwendung durch den verantwortlichen Kommandeur der Armee, General Walter C. Short, der nicht mit einem japanischen Angriff rechnete. Am 25. Mai 1999 wurde Short vom US-Senat rehabilitiert, da wesentliche Informationen aus Funksprüchen der Japaner nicht an ihn weitergegeben worden waren.

## Zweiter Weltkrieg
Nach seiner Ablösung diente Richardson bis zu seiner Pensionierung am 1. Oktober 1942 im Marineministerium als Mitglied des General Board of the Navy. Er wurde danach von der Marine als Admiral im Ruhestand geführt, blieb jedoch im aktiven Dienst. Er war Vizepräsident bei der Navy Relief Society, Mitglied im Special Joint Chiefs of Staff Committee, das sich mit der Reorganisation der Nationalen Verteidigung beschäftigte und sagte als Zeuge in den Tokioter Prozessen sowie bei verschiedenen Untersuchungskommissionen zum Angriff auf Pearl Harbor aus.
Im Januar 1947 wurde Admiral Richardson schließlich endgültig aus dem aktiven Dienst entlassen. Er zog nach Washington, D.C., wo er am 2. Mai 1974 im Alter von 95 Jahren verstarb.

## Familie
Seit 1911 war James Richardson mit May Dickens Fennet verheiratet, mit der er einen Sohn hatte.